# Лагравенезе, Ричард
Ри́чард Лагравене́зе (англ. Richard LaGravenese; 30 октября 1959, Бруклин, Нью-Йорк) — американский сценарист и кинорежиссёр.

## Биография
Лагравенезе родился в Бруклине (штат Нью-Йорк) в семье водителя такси. Окончил Нью-Йоркский университет по специализации искусствоведа. Начал карьеру в 30 лет, написав сценарий фильма «Внезапное пробуждение». В настоящее время живёт на Манхэттене на Central Park West с дочерью Лили и женой Энн.

### Деятельность
Большую известность Ричарду принесло написание сценария фильма Король-рыбак (1991), который был приобретён Линдой Обст и Деброй Хилл. Впоследствии они привлекли Терри Гиллиама для режиссуры проекта. После успеха фильма Лагравенезе подписал контракты с несколькими студиями, что дало ему право работать только с проектами А-списка (англ. A-list) — лучшими. Также Ричард сотрудничал со многими кинорежиссёрами, которые номинировались на «Оскар», в том числе Джонатаном Демми, Барброй Стрейзанд, Робертом Редфордом, Клинтом Иствудом и Стивеном Содербергом. В 2002 году был удостоен премии Кинофестиваля в Остине (англ. Austin Film Festival) за режиссуру фильма «Десять лет под влиянием».

## Фильмография
- Внезапное пробуждение (1989; режиссёры Дэвид Гринуолт и Аарон Руссо)
- Король-рыбак (1991; режиссёр Терри Гиллиам)
- Осторожно, заложник! (1994; режиссёр Тед Демме)
- Маленькая принцесса (1995; режиссёр Альфонсо Куарон)
- Мосты округа Мэдисон (1995; режиссёр Клинт Иствуд)
- Сумасшедшие герои (1995; режиссёр Дайан Китон)
- У зеркала два лица (1996; режиссёр Барбра Стрейзанд)
- Заклинатель лошадей (1998; режиссёр Роберт Редфорд)
- На всю катушку (1998; также режиссёр)
- Любимая (1998; режиссёр Джонатан Демми)
- Эрин Брокович (2000; режиссёр Стивен Содерберг) (в титрах не указан)
- Десять лет под влиянием (2003; документальный фильм, режиссёр)
- Париж, я люблю тебя (2006; сегмент «Пигаль», также режиссёр)
- Писатели свободы (2007; также режиссёр)
- P. S. Я люблю тебя (2007; также режиссёр)
- Приговор (2010; режиссёр Тони Голдуин) (в титрах не указан)
- Воды слонам! (2011; режиссёр Фрэнсис Лоуренс)
- Прекрасные создания (2013; также режиссёр)
- За канделябрами (2013; режиссёр Стивен Содерберг)
- Последние пять лет (2014; также режиссёр)
- Несломленный (2014; режиссёр Анджелина Джоли)
- Комик (2016; режиссёр Тейлор Хэкфорд)
- Зачарованная 2 (2022; режиссёр Адам Шенкман)
- Семейное дело (2024; режиссёр)